# 클리프 노턴
클리프 노턴(Cliff Norton, 1918년 3월 21일 ~ 2003년 1월 25일)은 미국의 배우, 영화배우이다. 시카고에서 태어났다.

## 영화
- 화니 레이디 (1975년)
- 해리와 톤토 (1974년)
- 팬텀 톨부스 (1970년)
- 러시안스 (1966년)
- 특전 네이비 2 - 공군 조인 (1965년)
- 아내는 요술쟁이 (1964년)
- 키스 미 스투피드 (1964년)
- 매드 매드 대소동 (1963년)
- 스튜디오 원 (1948년)